# Earinus bicolor
Earinus bicolor är en stekelart som beskrevs av Chou och Michael J. Sharkey 1989. Earinus bicolor ingår i släktet Earinus och familjen bracksteklar. Inga underarter finns listade i Catalogue of Life.